# Eicochrysops acca
Eicochrysops acca är en fjärilsart som beskrevs av John Obadiah Westwood 1851. Eicochrysops acca ingår i släktet Eicochrysops och familjen juvelvingar. Inga underarter finns listade i Catalogue of Life.